# Collinsglas

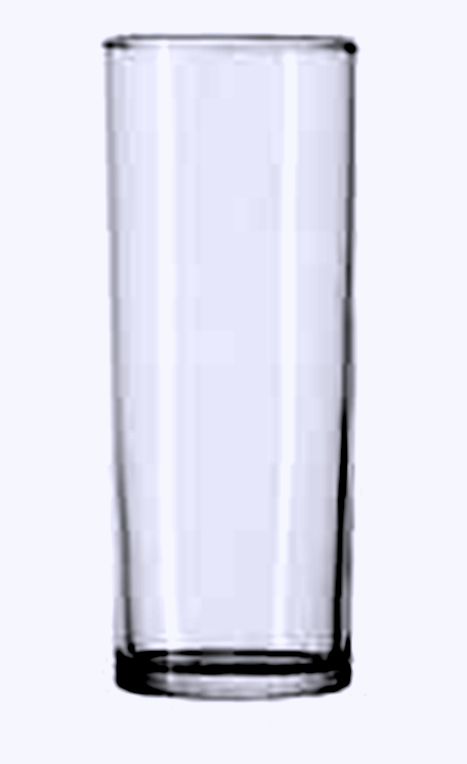
Collinsglas.

Collinsglas är ett dricksglas för drinkar som fått sitt namn efter drinken Tom Collins. Det är ett högt och smalt nästan cylindriskt glas som rymmer ungeär 35 centiliter. Glasformen påminner om ett highballglas men är smalare och högre.